# Тел (Болцано)
Тел је насеље у Италији у округу Болцано, региону Трентино-Јужни Тирол.
Према процени из 2011. у насељу је живело 290 становника. Насеље се налази на надморској висини од 513 м.